# Sharon den Adel
Sharon Janny den Adel, född 12 juli 1974 i Waddinxveen i Zuid-Holland i Nederländerna, är sångerska, låtskrivare och frontkvinna i det nederländska symfoniska metalbandet Within Temptation. År 2018 gav hon ut soloalbumet My Indigo.
den Adel har en kandidatexamen i modedesign. Hon är mezzosopran och har även sjungit i bland annat Aemen, After Forever, Heideroosjes, Delain och Avantasia. Hon sjunger även låten "Are You The One?" på Timo Tolkkis soloskiva Hymn to Life (2002) och på Ayreons album Into the Electric Castle. Därtill har hon sjungit låten "In and Out of Love" med Armin van Buuren år 2008.

## Privatliv
Sharon den Adels partner sedan länge är Robert Westerholt, gitarrist i Within Temptation, och tillsammans har de en dotter född 2005, en son född 2009 och en son född 2011.